# Torrenueva (Ciudad Real)
Torrenueva es un municipio español de la provincia de Ciudad Real, en la comunidad autónoma de Castilla-La Mancha, ubicado en la parte suroriental de la comarca del Campo de Montiel. Limita con los municipios de Valdepeñas, Torre de Juan Abad, Castellar de Santiago y Santa Cruz de Mudela.
Forma parte del Campo de Montiel histórico, como localidad que perteneció a la Orden de Santiago desde la Edad Media y hasta el siglo XIX.

## Geografía, naturaleza y paisajes
Torrenueva está rodeada de fértiles y abiertos campos que la naturaleza sembró de contrastes encantadores que agrandan su belleza, como son, entre otros, las Cumbres, el Cerro Lobo, la Cabeza del Buey, la Fuente del Espino, los Clérigos, el Carrascalillo, el Cerro la Cruz, el Cerro Castellón, con infinidad de hierbas medicinales y aromáticas y de enorme valor cinegético. 
Todos ellos parajes con aire balsámico, para reencontrarse con la calma, el sosiego y la placidez. De olivares, de verdor ceniciento o plata, según el viento; de brillantes y verdes viñas; de cereales, primero verde tierno y después de dorada decadencia; y de pintorescas y frescas huertas, que conservan la atmósfera y la fragancia del pasado. Cubierto por la presencia enorme y muda de ese cielo alto y azulado, manchado por las pasajeras nubes, unas veces tan anheladas por los agricultores y otras inoportunas por la abundancia. MRHC. 
Situada en la submeseta inferior, Torrenueva se enmarca dentro de los límites de la antigua provincia de La Mancha, y desde 1833 en la provincia de Ciudad Real, aunque con algunos cambios de jurisdicción. Más exactamente está situada en el espacio que corresponde al histórico Campo de Montiel. Torrenueva perteneció durante siglos al partido judicial de Villanueva de los Infantes, y en la actualidad depende del partido de Valdepeñas.
Cabe resaltar la influencia andaluza que de alguna manera marca el carácter de Torrenueva, fácilmente explicable si atendemos a la proximidad a la que se encuentran.

## Historia
Torrenueva ha dependido siempre de la Orden de Santiago, fundada en Cáceres en 1170 por un grupo de caballeros que se asociaron en hermandad bajo el patronazgo del apóstol Santiago y a favor de Fernando II.
Dos fechas claves marcan la historia de Torrenueva. La primera de ellas es el año 1275 cuando se crea la Encomienda Mayor de Castilla a la que estuvo ligado todo el término que posteriormente habría de comprender la villa de Torrenueva. Desde el principio dicha Encomienda se hizo cargo de una serie de bienes en distintas poblaciones y aunque Torrenueva no estaba aún constituida, todo su término y el de la dehesa de los Hitos que pertenecía a la jurisdicción de Torre de Juan Abad fueron bienes bajo el control de la misma.
La segunda fecha es el año 1440, año que se le otorga su Carta Puebla. Ésta la conocemos a través de un documento histórico jurídico de cuatro folios en pergamino, firmado por el rey Carlos I el 2 de junio de 1527 confirmando el privilegio fundacional de Torrenueva, otorgado por don Enrique, Infante de Aragón.
Ya en 1513, a los pocos años del descubrimiento de América, hubo torreveños que marcharon al Nuevo Mundo, concretamente Juan Ruiz de Villamanrique, hijo de Juan Ruiz y de María Moreno, vecinos de Torrenueva.
Antiguamente la villa era conocida bajo el nombre de Edeba.

## Economía
Cercana a Valdepeñas, sus vinos están amparados por de la Denominación de Origen Valdepeñas la segunda más antigua de España.

## Demografía
Torrenueva cuenta con una población de 2669 habitantes (INE 2024).
| Gráfica de evolución demográfica de Torrenueva entre 1842 y 2021                                                    |
| |
| Población de derecho según los censos de población del INE Población de hecho según los censos de población del INE |

## Administración y política

### Listado de alcaldes desde 1979
| Nombre                           | Lista     | Fecha de posesión       | Fecha de baja        |
| -------------------------------- | --------- | ----------------------- | -------------------- |
| Valentín Gabriel Fernández López | PSCM-PSOE | 19 de abril de 1979     | 23 de mayo de 1983   |
| Valentín Gabriel Fernández López | PSCM-PSOE | 23 de mayo de 1983      | 30 de junio de 1987  |
| Valentín Gabriel Fernández López | PSCM-PSOE | 30 de junio de 1987     | 3 de junio de 1988   |
| Segundo Toledo Antequera         | PSCM-PSOE | 3 de junio de 1988      | 15 de junio de 1991  |
| Segundo Toledo Antequera         | PSCM-PSOE | 15 de junio de 1991     | 24 de agosto de 1994 |
| Antonio Huertas Simón            | PSCM-PSOE | 2 de septiembre de 1994 | 17 de junio de 1995  |
| José Luis Plaza Patón            | PP-CLM    | 17 de junio de 1995     | 3 de julio de 1999   |
| José Luis Plaza Patón            | PP-CLM    | 3 de julio de 1999      | 14 de junio de 2003  |
| José Luis Plaza Patón            | PP-CLM    | 14 de junio de 2003     | 16 de junio de 2007  |
| Concepción Vivar Garrido         | PSCM-PSOE | 16 de junio de 2007     | 11 de junio de 2011  |
| Esperanza Martín del Pozo        | PP-CLM    | 11 de junio de 2011     | 13 de junio de 2015  |
| León Fernández Martínez          | PSCM-PSOE | 13 de junio de 2015     | 15 de junio de 2019  |
| Julián León Bermúdez             | PP-CLM    | 15 de junio de 2019     | 17 de junio de 2023  |

### Composición del ayuntamiento por legislatura
1979-1983
| Lista          | N.⁰ de concejales |
| -------------- | ----------------- |
| Independientes | 5                 |
| PSCM-PSOE      | 5                 |
| PCE            | 1                 |
| Total          | 11                |

1983-1987
| Lista     | N.⁰ de concejales |
| --------- | ----------------- |
| PSCM-PSOE | 6                 |
| AP-PDP-UL | 5                 |
| Total     | 11                |

1987-1991
| Lista     | N.⁰ de concejales |
| --------- | ----------------- |
| PSCM-PSOE | 5                 |
| AP        | 4                 |
| IU-CLM    | 2                 |
| Total     | 11                |

1991-1995
| Lista     | N.⁰ de concejales |
| --------- | ----------------- |
| PSCM-PSOE | 8                 |
| PP-CLM    | 3                 |
| Total     | 11                |

1995-1999
| Lista     | N.⁰ de concejales |
| --------- | ----------------- |
| PSCM-PSOE | 5                 |
| PP-CLM    | 5                 |
| UIT       | 1                 |
| Total     | 11                |

1999-2003
| Lista     | N.⁰ de concejales |
| --------- | ----------------- |
| PP-CLM    | 5                 |
| PSCM-PSOE | 5                 |
| UIT       | 1                 |
| Total     | 11                |

2003-2007
| Lista     | N.⁰ de concejales |
| --------- | ----------------- |
| PP-CLM    | 6                 |
| PSCM-PSOE | 5                 |
| Total     | 11                |

2007-2011
| Lista     | N.⁰ de concejales |
| --------- | ----------------- |
| PSCM-PSOE | 6                 |
| PP-CLM    | 5                 |
| Total     | 11                |

2011-2015
| Lista     | N.⁰ de concejales |
| --------- | ----------------- |
| PP-CLM    | 6                 |
| PSCM-PSOE | 5                 |
| Total     | 11                |

2015-2019
| Lista     | N.⁰ de concejales |
| --------- | ----------------- |
| PSCM-PSOE | 6                 |
| PP-CLM    | 5                 |
| Total     | 11                |

2019-2023
| Lista     | N.⁰ de concejales |
| --------- | ----------------- |
| PP-CLM    | 6                 |
| PSCM-PSOE | 5                 |
| Total     | 11                |

2023-2027
| Lista     | N.⁰ de concejales |
| --------- | ----------------- |
| PP-CLM    | 5                 |
| PSCM-PSOE | 5                 |
| UCIN      | 1                 |
| Total     | 11                |

## Monumentos

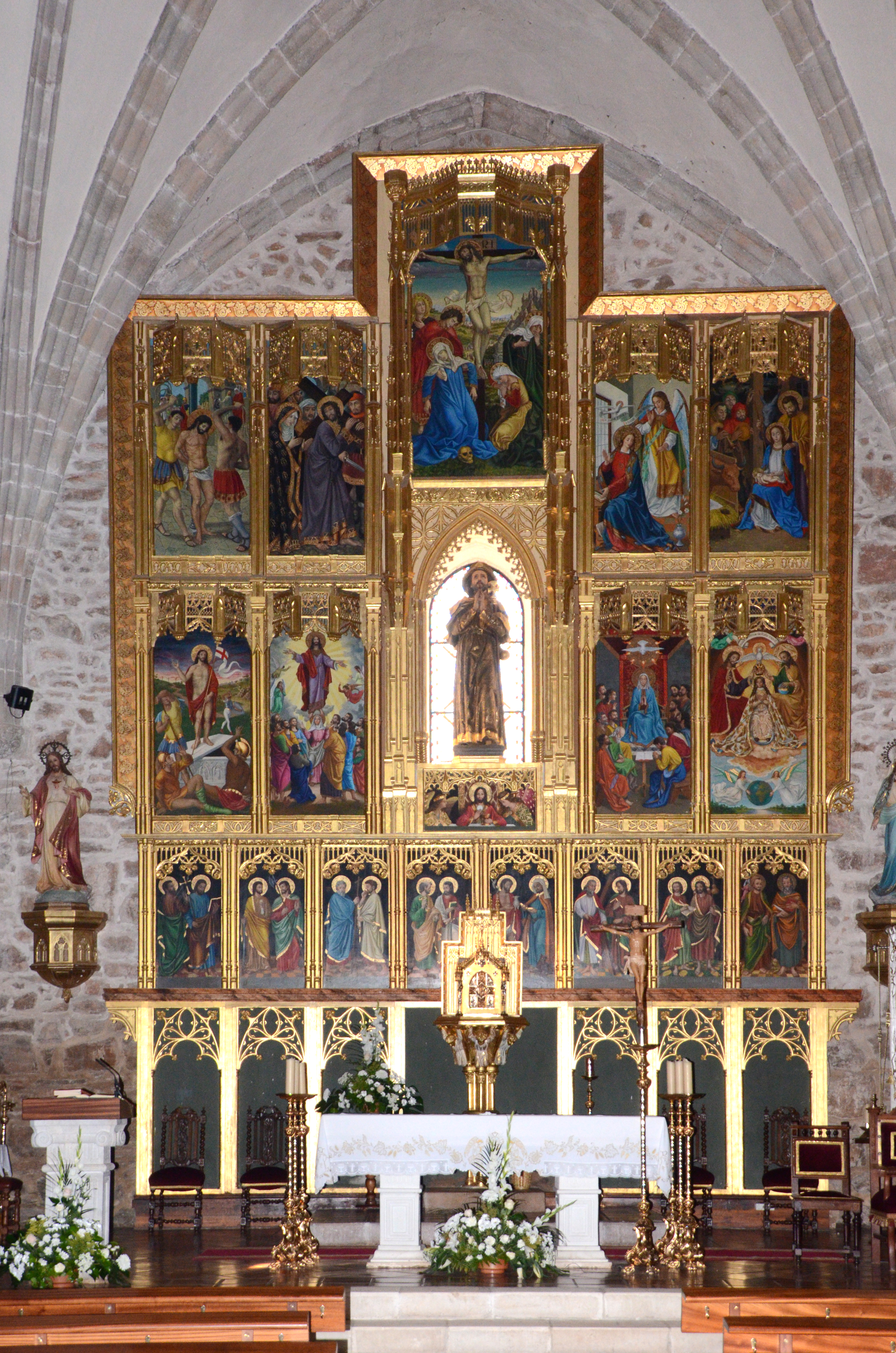

- Iglesia parroquial de Santiago el Mayor (Plaza de España). Es del tipo de las llamadas exentas, que no están unidas a otras edificaciones. Fue construida de fábrica sencilla, realizada a cal y canto, -mampostería- y con sillares en las esquinas para reforzarlas. Se utilizó el ladrillo de arquería que coronó el edificio. Al exterior se abren puertas, una al norte, y la principal al sur, en la Plaza Mayor. Su portada sur, en opinión de don Juan Jiménez Ballesta y otros entendidos en arte, es la más bella del Campo de Montiel, similar a la de la iglesia de Villahermosa. También tenía otras dos puertas pequeñas, una que daba acceso a la capilla de la Virgen de Gracia, y otra debajo del coro, la llamada puerta de los catecúmenos. Portada sur: es la portada principal, está situada al mediodía. Comenzó su construcción hacia 1525 y se terminó en 1535. Es de estilo plateresco –isabelino renacentista-, enmarcada en pilastrillas rematadas en agujas, influencia del gótico tardío, como el resto de fábrica. Está formada por un arco escárzalo bordeado con crestería de filigrana calada, y tres arcos ojivales abocinados, apeados en columnillas. Entre sus arquivoltas hay numerosas cabezas de ángeles, veneras y cardinas.
- Santuario de Nuestra Señora de la Cabeza: esta ermita santuario es la más hermosa y monumental de todas, se ubica al norte del núcleo poblacional, algo inclinado al oeste. Erigida sobre una suave explanada se rodea de viñas, olivares y matas de alamedas. El río Jabalón se interpone entre el santuario y la población y según salimos por la carretera en dirección a Valdepeñas, nos situamos en el punto mágico y adecuado para obtener la vista más bella de tan magnífica arquitectura. Hoy en día el santuario de Nuestra Señora de la Cabeza, es la ermita más emblemática de la villa, y el monumento más importante a excepción del templo parroquial. Desde siempre se le tuvo una devoción inmensa, por lo que no es de extrañar que a la Virgen de la Cabeza se le tenga como patrona de la población y, a través del tiempo y en momentos de dificultades para Torrenueva se le hagan rogativas, para que interceda por la falta de lluvias y otros menesteres como las plagas de langosta.
- Iglesia del Santo Cristo del Consuelo. Es reseñable el Cristo que está pintado en la pared de este templo. Primero por su antigüedad y segundo por su importancia a la hora de la construcción de la iglesia. Así lo apunta más detalladamente Juan Jiménez Ballesta en su libro sobre Torrenueva.
- Ermita de San Juan. La información obtenida indica que: "La construcción de la ermita se inició a principios del siglo XVI, concretamente en 1526. En 1575 en las Relaciones Topográficas la sitúan fuera de la población, pero con el tiempo, el crecimiento del pueblo fue absorbiéndola hasta quedar dentro de los límites del casco urbano. El libro de Visitas de 1719 la describe así:"...la ermita de San Juan Bautista, está en esta villa, la cual es de una nave y su fábrica de ladrillos y cajones de mampostería; sus techos de ripios y madera de pino, y tejado a dos aguas.
- Ermita de la Veracruz. Situada en la Calle Real. Del trabajo del autor José Javier Barranquero: "Las ermitas del Campo de Montiel según la visita de 1719". Los visitadores de la Orden de Santiago toman cumplida nota de todo lo que ven, así el autor nos dice: ..."Torrnueva contaba con cinco, dedicadas a San Cristobal, San Juan Bautista, San Sebastián, la Vera Cruz y Nuestra Señora de la Cabeza". Estas tres últimas no aparecen en Las Relaciones (1575). De la página del ayuntamiento obtenemos: "En Torrenueva primero se originó la cofradía con tal nombre y con posterioridad su ermita. Se cree que esta ermita de la Vera Cruz no fue construida con anterioridad  al siglo XVI, pues las Relaciones Topográficas no la mencionan, pero sí es seguro que en el siglo XVII ya estaba erigida. Así lo testifica un documento de 1694 al hablar de las cofradías cuando expresa:"...también hay otra fundada en la ermita de la Vera Cruz..."
- Ermita de San Antón. Otra vez de José J. Barranquero: ""...Torrenueva, con dos ermitas fuera de la población (San Cristóbal, que estaba situada a un cuarto de legua de la villa, y Nuestra Señora de la Cabeza) y tres dentro del casco urbano, la Vera Cruz (situada en la confluencia de la calle Real y la de las Ranas), San Juan (con una puerta que daba a la calle del Pan y otra a la dehesa) y San Sebastián (de la que solo se dice que estaba en la villa)..." Y en la villa seguimos.

Resulta también anecdótico reseñar que esta ermita contaba con un solo altar y tres imágenes : "San Sebastian (talla), San Antonio Abad (talla) y San Marcos (talla) Pienso, porque regreso a las Relaciones, que ya en esta visita de la Orden no mencionan la ermita de San Marcos, pero en San Sebastián se encuentra la talla del santo."

## Fiestas
- Ferias y Fiestas en honor a la Santísima Virgen de la Cabeza, patrona de la localidad (8 de septiembre).
- Fiestas del Santísimo Cristo del Consuelo (14 de septiembre)
- San Antón (17 de enero).
- San Sebastián (20 de enero).
- En Torrenueva se celebra una fiesta, muy particular y posiblemente única en España, llamada la Borricá, en la que se pasean por el pueblo a caballo (antiguamente en burros o mulas). Esta fiesta es de origen religioso y se celebra el martes de Carnaval. Está declarada de interés turístico regional.
- Las Cruces de mayo (del 1 al 3 de mayo).
- Romería de San Isidro (15 de mayo).
- Semana cultural (En torno al 2 de junio, día que se firmó la carta de independencia como Villa por el Rey Carlos I en 1527).
- Corpus Christi. En este municipio, las calles del itinerario procesional se engalanan de manera particular con largos toldos y coloridas alfombras de serrín y sal. Es una fiesta de gran reclamo turístico para la localidad.
- San Cristóbal (domingo más próximo al 10 de julio).
- Traída de la Virgen de la Cabeza desde su santuario hasta el templo parroquial (penúltimo sábado de agosto).

## Turismo rural
El Domingo de Pascua es típico ir al cerro de Castellón y así como el degustar las patas, "irse de vinos", por los bares del pueblo.
El día de San Marcos (25 de abril) también es día de salida al campo y de visitar el santuario de "Las Virtudes", en el vecino municipio de Santa Cruz de Mudela, lugar que posee la plaza de toros cuadrada más antigua de España.
Asimismo cuenta con varios alojamientos rurales, ubicados tanto en sitios privilegiados del pueblo como en plena naturaleza.

## Costumbres
Desayunar tallos con chocolate o ensalá de limón y después unas chuletas de cordero manchego.
El Domingo de Resurrección ir a pasar el día al campo, a los típicos peñoncillos donde se junta casi todo el pueblo.
Las gachas que se comen en las cocinas sobre todo en invierno, son de harina de almortas con tropezones de chorizo, panceta y ajos.
Madrugada del 25 de diciembre "maitines" (cocinilla/juerga/amigos).
El día de una boda, en casa de la novia y por otra parte en casa del novio se obsequia a los invitados que irán al banquete a desayunar tortas con chocolate. Es un desayuno muy temprano, sobre las ocho de la mañana los invitados empiezan a llegar, durante el desayuno se pintan unos a otros con chocolate por toda la cara, incluso sobre el pelo, etc.